# إف. إتش ماينارد
إف. إتش ماينارد (بالإنجليزية: F. H. Maynard)‏ هو طيار بطل وضابط نيوزيلندي، ولد في 1 مايو 1893 في Waiuku ‏ في نيوزيلندا، وتوفي في 26 يناير 1976.